# Heteronymphon horikoshii
Heteronymphon horikoshii är en havsspindelart som beskrevs av Nakamura, K. 1985. Heteronymphon horikoshii ingår i släktet Heteronymphon och familjen Nymphonidae. Inga underarter finns listade i Catalogue of Life.